# Krasnojarsk (Meteorit)
Koordinaten: 54° 54′ 0″ N, 91° 48′ 0″ O
Der Meteorit Krasnojarsk war der erste bekannt gewordene Fund eines Meteoriten in Russland. Er wird der Gruppe der Pallasite zugeordnet.
Im Jahre 1772 hörte der deutsche Forschungsreisende Peter Simon Pallas auf seiner Russland-Expedition von einem massiven Eisenkörper, der nach den Erzählungen von dort lebenden Tataren im Jahre 1749 beim sibirischen Dorf Ubeisk (rund 145 km südlich der Stadt Krasnojarsk) vom Himmel gefallen war. Pallas untersuchte und beprobte das Objekt an Ort und Stelle. Außen war es von einer schwarzen Kruste umgeben, das Innere bestand aus einer eigenartigen Mischung von Olivinkristallen, eingebettet in eine Eisenmasse. Derartiges war vorher nie beobachtet worden.
Ohne es zu ahnen, hatte Pallas auf seiner Reise nicht nur einen besonders großen und interessanten Meteoriten entdeckt, er leistete auch in den Folgejahren bei den Untersuchungen am Fundmaterial manchen wichtigen Beitrag zur damals noch jungen und kontrovers diskutierten Meteoritenforschung. Dennoch wurde der als „Pallas-Eisen“ in die historische Fachliteratur eingegangene Fund erst viele Jahre später eindeutig als Meteorit und damit als extraterrestrische Materie anerkannt und klassifiziert. Dem Physiker Ernst F. F. Chladni diente er bereits Ende des 18. Jahrhunderts zur Untermauerung seiner fortschrittlichen Beobachtungen zu Meteoren, Feuerkugeln und ungewöhnlichen Gesteinsfunden, deren Ursprung er im Gegensatz zu vielen anderen seiner Zeitgenossen nicht auf der Erde oder in der Erdatmosphäre, sondern im erdfernen Weltraum suchte.
„Krasnojarsk“ stellt darüber hinaus den ersten bekannten Vertreter einer neuen Untergruppe der Stein-Eisen-Meteorite dar, die nach ihrem Entdecker „Pallasite“ benannt wurden. An diesem Meteoritenmaterial wurde bereits früh das für viele Eisen- und Stein-Eisen-Meteorite typische Erkennungsmerkmal der „Widmanstättenschen Figuren“ (charakteristische Ätzmuster auf polierten Anschliffen nach Behandlung mit verdünnter Salpetersäure) erstmals erforscht.
Die Gesamtmasse des Blockes betrug ursprünglich rund 700 Kilogramm, zahlreiche zu Forschungs- und Sammlungszwecken abgetrennte Fragmente werden heute weltweit verteilt in den großen Meteoritensammlungen aufbewahrt. Die verbliebene Hauptmasse des Meteoriten (ca. 515 kg) befindet sich zwischenzeitlich in den Sammlungen der Russischen Akademie der Wissenschaften in Moskau.

## Bildergalerie

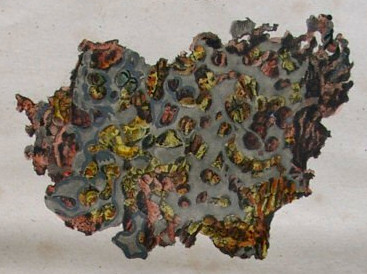
Krasnojarsk-Fragment, handkoloriert, C. von Schreibers (1820)
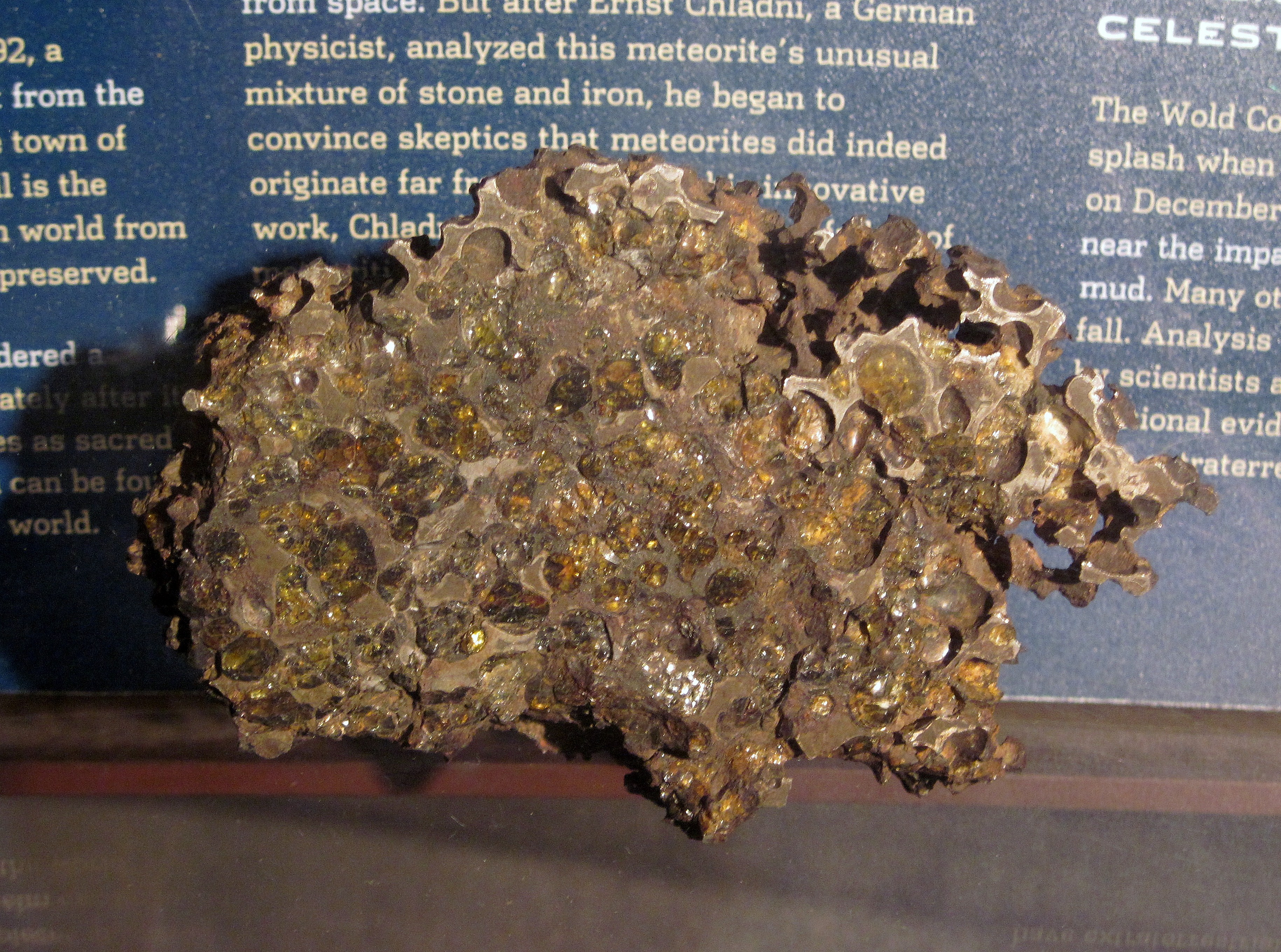
Krasnojarsk Meteoriten-Fragment am AMNH (New York)
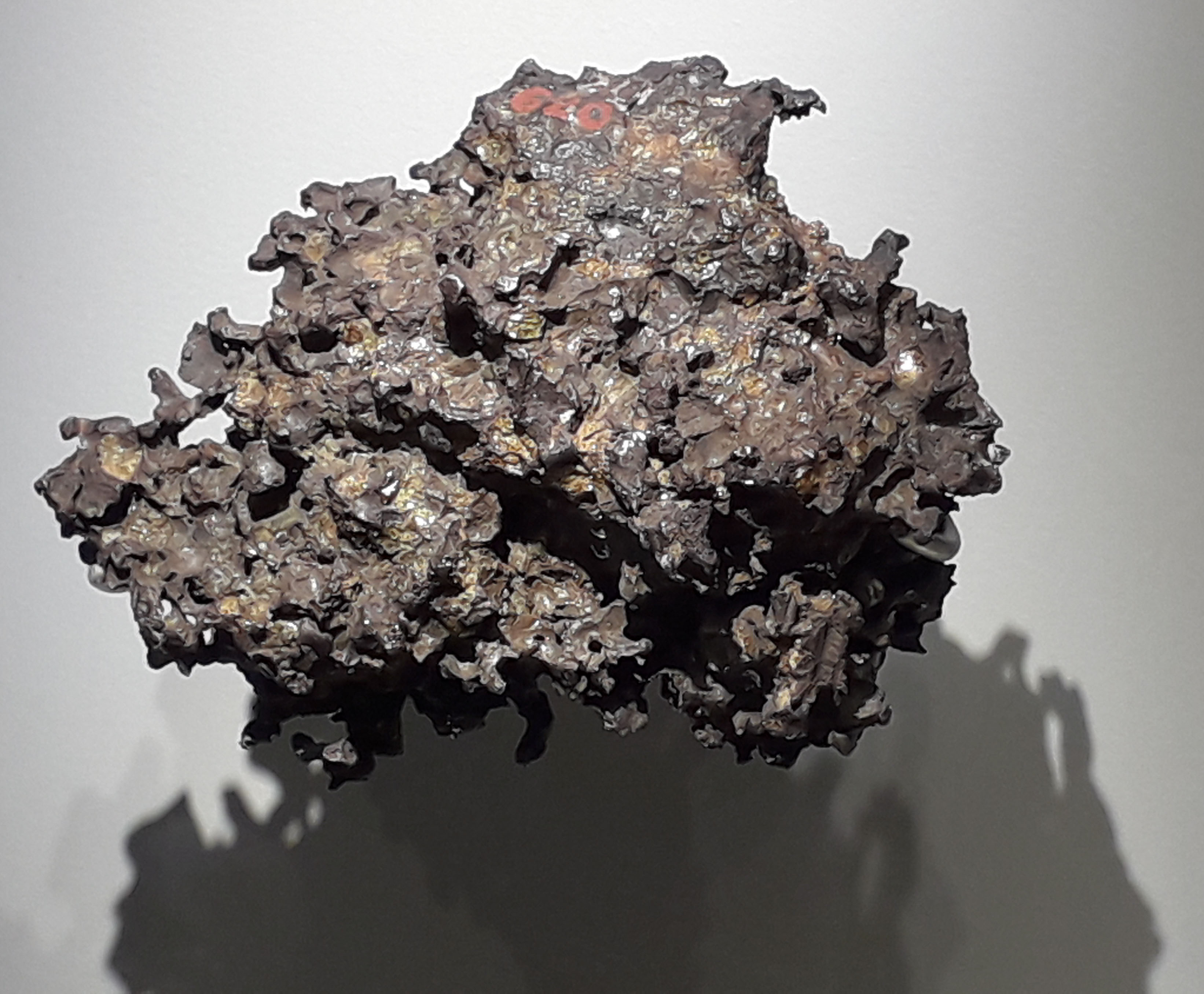
Fragment, in der Grande Galerie de l'Évolution, MNHN (Paris, 18. Oktober 2017–10. Juni 2018)
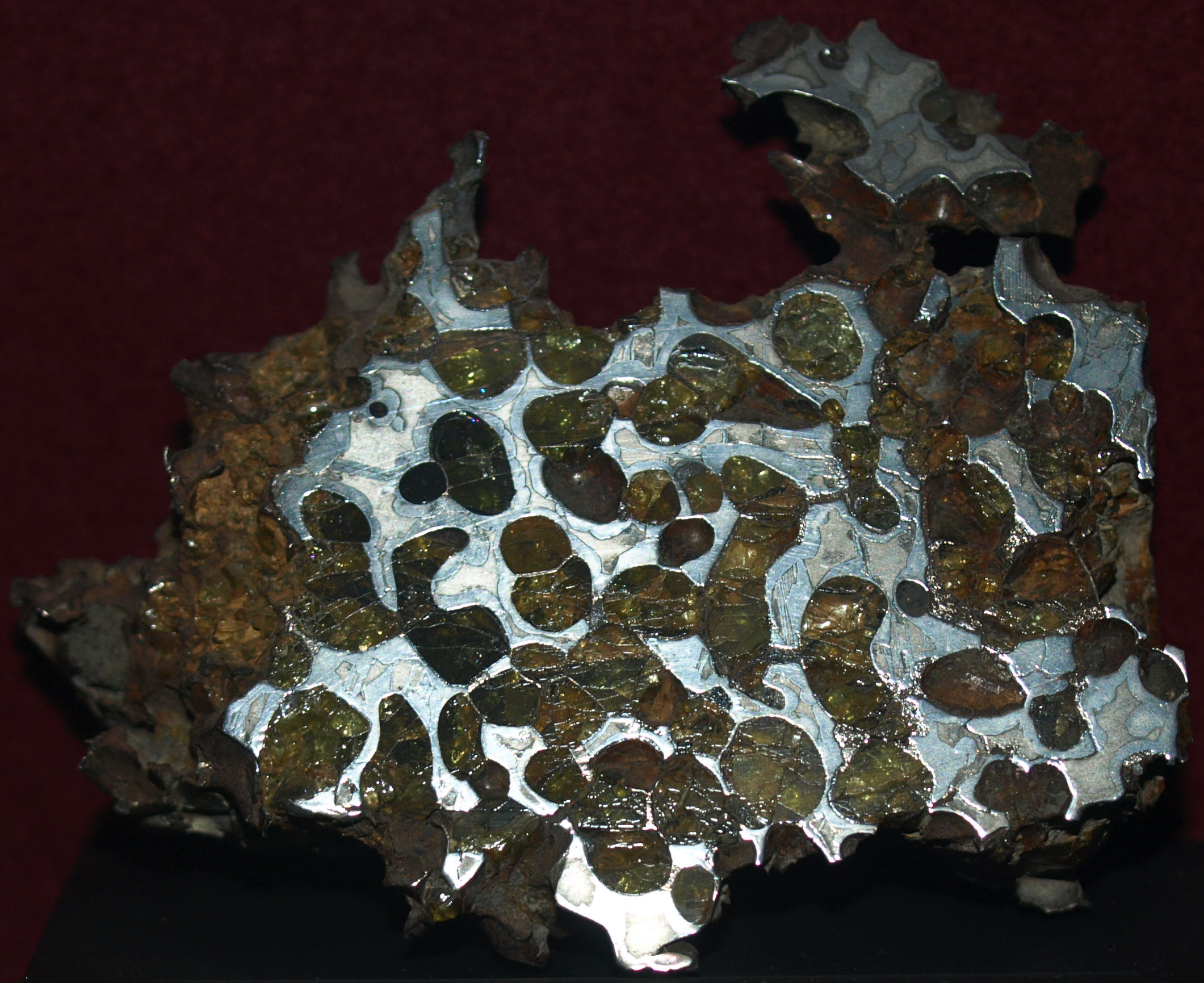
Der Olivin-Pallasit-Meteorit Krasnojarsk, ausgestellt im NHMV
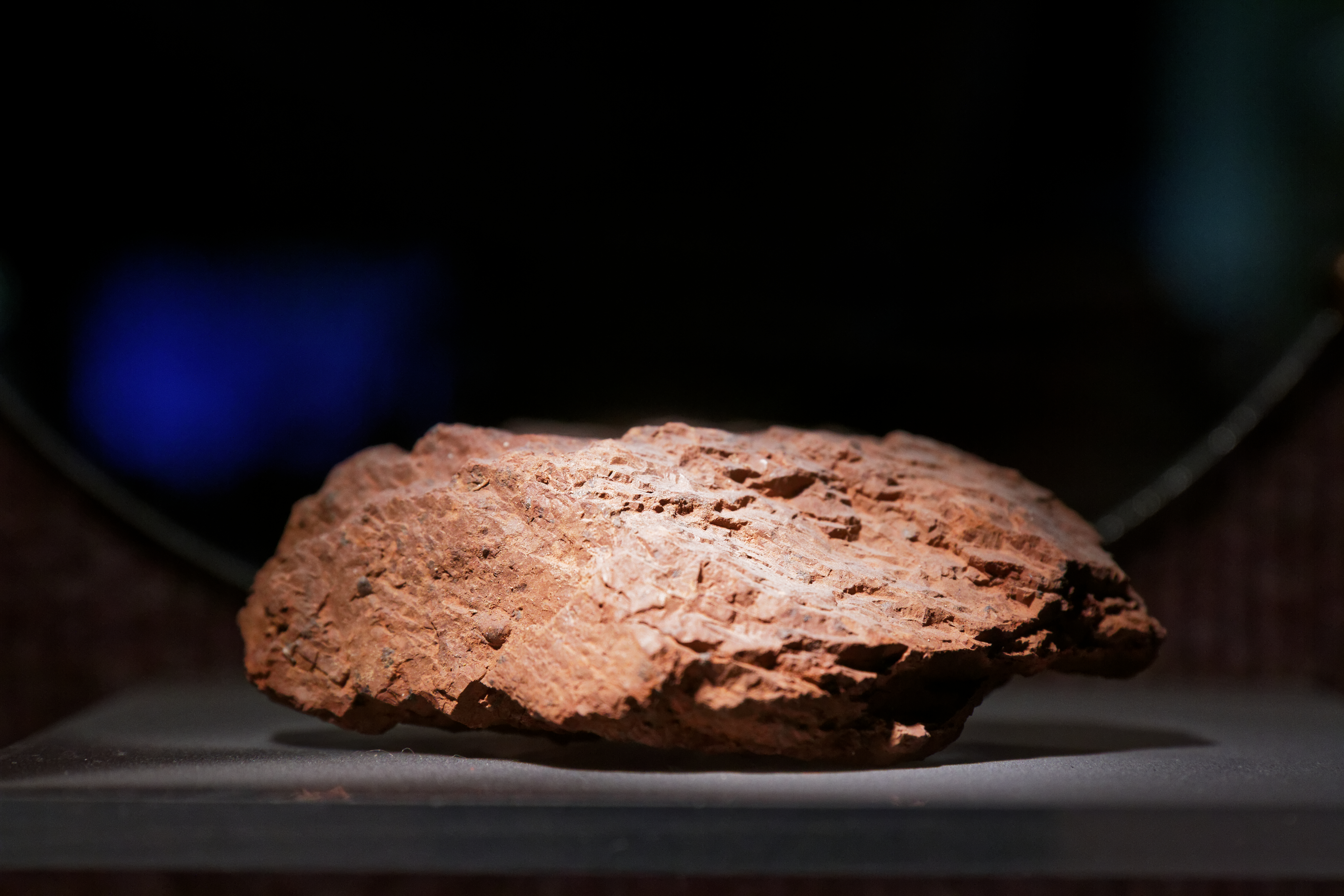
Der Pallasit aus Krasnojarsk im Palais de la découverte (Paris)